# Trautskirchen
Trautskirchen er en kommune i den mittelfrankiske Landkreis Neustadt an der Aisch-Bad Windsheim i den tyske delstat Bayern. Den er en del af Verwaltungsgemeinschaft Neuhof an der Zenn.

## Geografi
Kommunen ligger i Naturpark Frankenhöhe.
Nabokommuner er (med uret, fra nord): Markt Erlbach, Neuhof an der Zenn, Rügland, Obernzenn og Bad Windsheim.

### Inddeling
Ud over Trautskirchen:
| - Buch - Dagenbach - Einersdorf - Fröschendorf - Hohenroth | - Merzbach - Schußbach - Steinbach - Stöckach |

## Historie
Stedet er nævnt første gang i 1074.